# Simutrans
Simutrans ist eine kostenlose Transport- und Wirtschaftssimulations-Computerspiel für die Betriebssysteme Windows, macOS, Linux und BeOS. Simutrans wurde von Sommer 1997 bis Frühjahr 2005 von Hansjörg Malthaner entwickelt. Seitdem wird der weitere Fortschritt von einem Team unter der Leitung von Markus „Prissi“ Pristovsek betreut. Die letzte als stabil eingestufte Version ist 124.3.1.. Es werden (meist) täglich Testversionen aus dem aktuellen Stand der Quellen zur Verfügung gestellt. Die Dokumentation wird in einem Wiki ständig fortgeschrieben. Spiel, Foren und Dokumentation sind in mehreren Sprachen verfügbar.

## Spielidee
Die Aufgabe ist es, Passagiere, Post und Waren wirtschaftlich sinnvoll zu ihrem automatisch vorgegebenen Ziel zu transportieren. Eine „Freeplay“-Einstellung erlaubt, die Wirtschaftlichkeit zu ignorieren und in Ruhe z. B. eine Modelleisenbahn-Landschaft nach eigenen Vorstellungen aufzubauen.
Als Transportmittel stehen Züge, Busse, Lastwagen, Schiffe, Straßenbahnen, Flugzeuge, Einschienenbahnen und U-Bahnen zur Verfügung.
Für Straßen- und Schienenfahrzeuge gibt es Brücken und Tunnel zur Überwindung von schwierigem Gelände. Bestimmte Fahrzeuge (wie Straßenbahnen) benötigen eine Oberleitung. Der Schienenverkehr wird mit einem System aus verschiedenen Signaltypen automatisch gesteuert.
Für Magnetschwebebahnen und Hängebahnen gibt es besondere Trassen. Schiffe können natürliche Gewässer und Kanäle befahren.
Außerdem kann man Überlandleitungen bauen, um elektrische Energie von den Kraftwerken zu den Fabriken und Verbrauchern zu transportieren. Damit lässt sich zusätzliches Geld verdienen, außerdem steigert dies die Produktion der angeschlossenen Industrien.
Wenn die Timeline (etwa: Epochentreue) aktiv ist, werden Fahrzeuge, Gebäude und Verkehrswege erst nach und nach, getreu den historischen Vorbildern, ins Spiel integriert. Dafür können, ebenfalls konfigurationsabhängig, veraltete Objekte nicht mehr gebaut werden, aber bestehende funktionieren weiter. Für den Transport von höherwertigen Gütern bekommt man auch höhere Transportgebühren. Für einige Güter gibt es für schnelleren Transport einen Express-Zuschlag. Die hierfür herangezogene Referenzgeschwindigkeit kann von der Fahrzeugart sowie vom Datum im Spiel abhängen.
Die wirtschaftlichen Parameter ändern sich mit der Entwicklung eines Spiels. Je nach Grad der Erschließung der Karte (Dichte des Verkehrsnetzes, erschlossene Ziele) werden mehr Passagiere und Post generiert, außerdem wachsen die Städte, wodurch wiederum der Transportbedarf steigt. Die Produktion von Waren durch die Industrie ist nur von der Anzahl der bedienten Betriebe und der Transportleistung abhängig, ansonsten stabil. Meistens ist es daher sinnvoll, ein Spiel mit Warentransport zu beginnen und erst später den Personentransport hinzuzufügen.
Zunächst gibt es nur einfache Transportketten, z. B.
- Kohlegrube → Kohlekraftwerk

Im Laufe der Zeit entstehen dann ganze Industrieketten, z. B.
- Wald → Sägewerk → Möbelfabrik → Möbelhaus
- Ölfeld → Chemiewerk → Druckerei → Buchladen
- Kohlegrube + Sandgrube → Zementwerk → Baumarkt
- Kohlegrube + Erzbergwerk → Stahlwerk → Autohersteller → Autohaus

Solche Ketten (bzw. Bäume) produzieren nur dann nachhaltig, wenn alle notwendigen Zwischenprodukte transportiert werden. Daher steigt auch hier der Anspruch des Spieles im Laufe der Zeit. Bei Simutrans muss zusätzlich beachtet werden, wer Produzent und Abnehmer sind: Z. B. nimmt ein Kohlekraftwerk nur von bestimmten Kohlegruben Kohle an.

## Spielmechanik

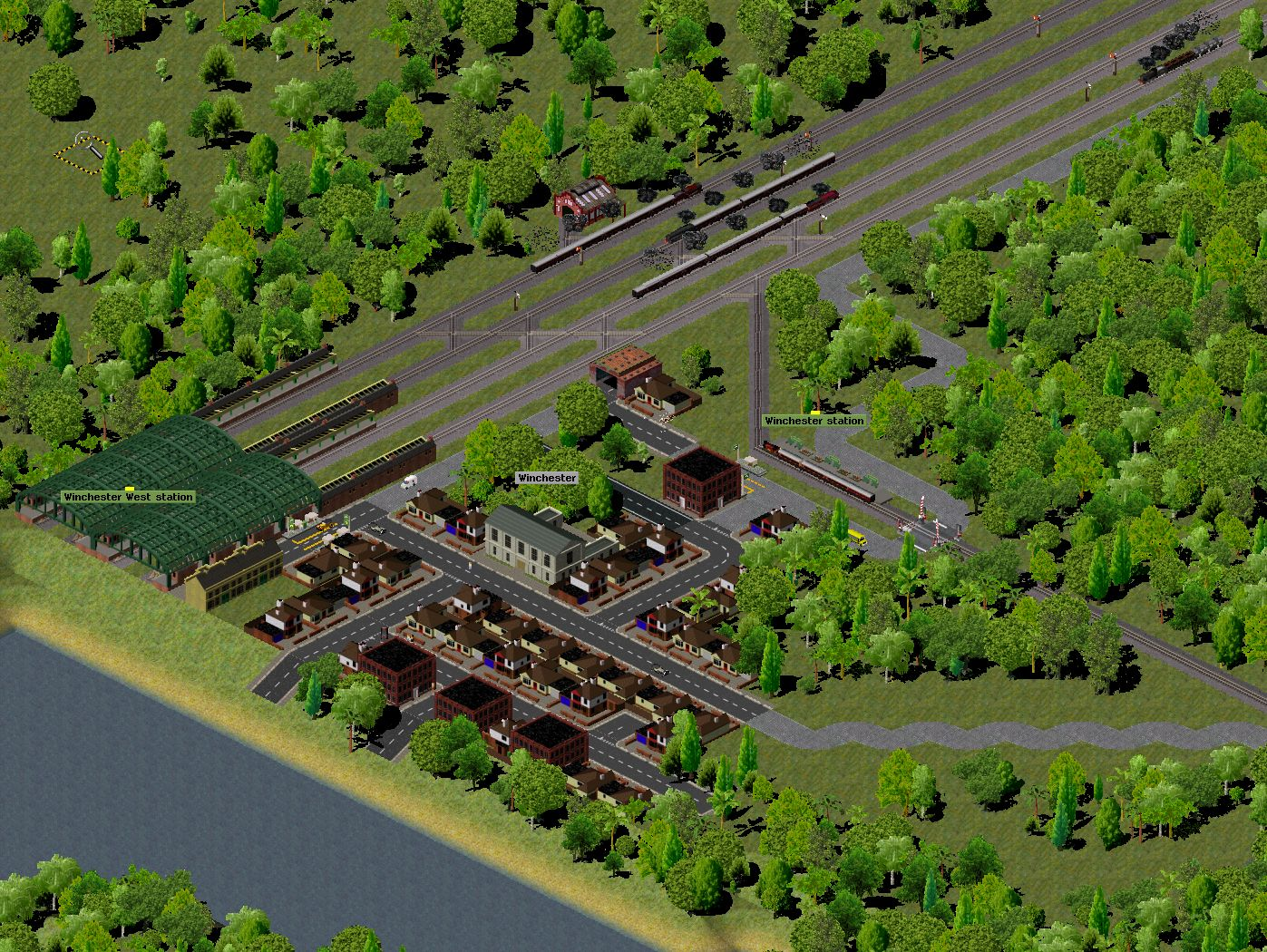
Bildschirmfoto von Simutrans (mit Grafikpaket „pak128.Britain“)

Der Spielplan kann per Zufall oder anhand von Reliefkarten erzeugt werden. Die Größen können von 8×8 bis 16384×16384 Feldern reichen, mit bis zu 999 Städten. Es können Klimazonen, Flüsse, Wälder, Berge und Schnee im Winter generiert werden. Die Spielwelt kann auch nachträglich stark verändert werden, indem das Gelände umgeformt wird. Städte, Häuser und Fabriken können neu gebaut oder entfernt werden, wofür teilweise ein Handeln als öffentliche Hand erforderlich ist.
Transportierte Passagiere, Post und Waren bewirken, dass die Städte wachsen, d. h. nach einer bestimmten Anzahl erfolgreicher Transporte steigt in der betreffenden Stadt die Einwohnerzahl. Bei einer bestimmten Anzahl neuer Einwohner oder Arbeitsloser baut die Stadt ein neues bzw. ein größeres Gebäude, und bei Überschreiten bestimmter Stadtgrößen wird eine neue Industriekette, eine Sehenswürdigkeit oder ein größeres Rathaus errichtet.
Für jede Transportart (Eisenbahn, Straße, Schiff etc.) muss der Spieler mindestens ein Depot errichten. Dieses dient dann zum Kauf und zur Organisation der entsprechenden Fahrzeuge und Fahrpläne.
In Simutrans kann man große Transportnetzwerke aufbauen, hierzu steht ein Linienmanagement-System und eine Fahrzeugübersicht mit Sortier- und Filtermöglichkeiten zur Verfügung.
Es können bis zu 13 Computerspieler aktiviert werden, die in Konkurrenz zu dem menschlichen Spieler treten. Mehrspieler-Unterstützung und Netzwerkfähigkeit sind ab Version 110.0 vorhanden. Das Spiel ist in 25 Sprachen übersetzt.

## Besonderheiten
Passagiere, Post und Waren können über mehrere Umsteige-/Umladevorgänge ans Ziel gebracht werden. Die Wahl (optimiert nach Anzahl der Umsteige-/Umladevorgänge sowie der Zwischenhalte) und Verwendung solcher Verbindungen (einschließlich Umsteigen/Umladen) geschieht automatisch. Alle Fahrzeugarten können hierbei vernetzt werden und es wird keine Trennung zwischen Personen- und Güterverkehr erzwungen.
Kombinierte Systeme, bestehend aus Tram, U-Bahn, S-Bahn, Bus, und Oberleitungsbus (sogar Hängebahn und M-Bahn), sind möglich und häufig auch notwendig. Je mehr Gebäude/Fabriken verbunden werden, und je mehr Fläche erschlossen wird, desto mehr Auslastung und Erlös wird erzielt.
Alle Fahrzeuge planen und fahren ihren Weg selbständig, wobei der Spieler mit Wegepunkten, Eisenbahnsignalen und Verkehrsschildern steuernd eingreifen kann, bei komplexeren Schienennetzen muss er dies in der Regel sogar.
Ein Untergrundmodus kann dazu genutzt werden, U-Bahn-Systeme in großen Ballungszentren zu bauen, oder um Tunnelsysteme und unterirdische Haltestellen für Schienen- und Straßenfahrzeuge zu bauen.

## Erweiterbarkeit

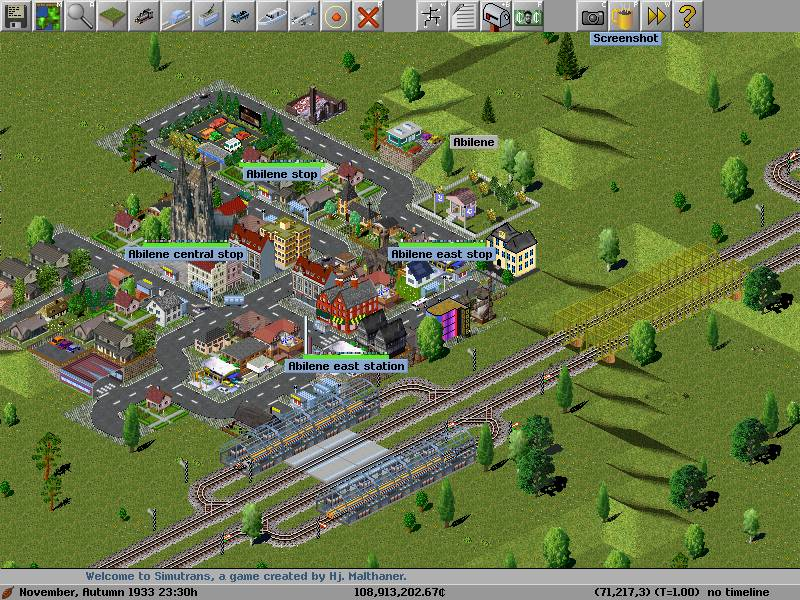
pak64

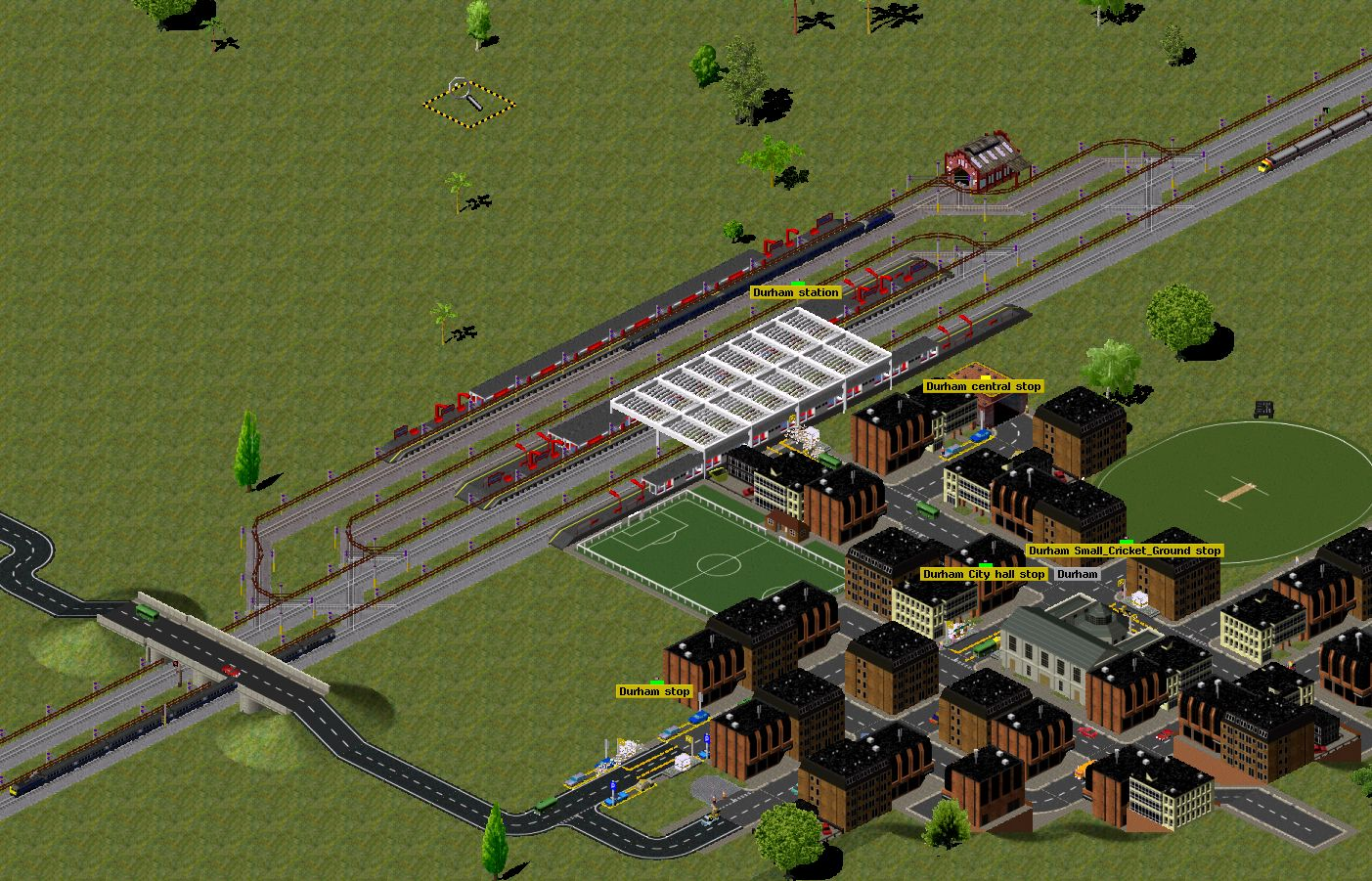
pak128.Britain

Das Programm Simutrans selbst ist eine Spiel-Engine, die erst mit einem Grafikpaket (einem sogenannten Pak-Set) verwendbar ist. Solche Pakete enthalten nicht nur die Grafiken, sondern definieren auch die wirtschaftlichen und technischen Eigenschaften der Objekte innerhalb der Spielwelt, darunter die Kosten und Leistungsgrenzen für Fahrzeuge, Gebäude und Fahrwege, sowie die zu transportierenden Waren einschließlich der Erlöse für deren Transport.
Eines der Pak-Sets (Standard-Pak, 64Pak oder Pak64 genannt) ist der Programmentwicklung direkt angegliedert. Es gibt mehrere weitere Grafikpakete für 64×64 Pixel, für 128×128 Pixel (und weitere Größen), sowie jeweils zahlreiche Erweiterungen.
Neue Versionen der Pak-Sets werden in den Foren und in den Blogs angekündigt.
Neue Gebäude und Fahrzeuge sowie Industrien können ohne Programmierkenntnisse erstellt werden.
Dazu benötigt man einige definierte Ansichten des Objekts (Fahrzeuge: acht Perspektiven; Gebäude: bis zu vier Rotationen und je nach Größe mehrere Ebenen) und eine textbasierte Steuerdatei. Damit sich ein neues Objekt optisch richtig einfügt, sollten einige Regeln zu Betrachtungswinkel, Proportionen, Positionierung und Beleuchtung beachtet werden.
Simutrans verwendet eine isometrische Ansicht, wobei das Gesamtbild aus statischen 2D-Grafiken für Fahrzeuge, Gebäude, Bäume etc. zusammengesetzt wird. (Statisch heißt hier: alle Grafiken werden fertig mitgeliefert, es findet keine Erzeugung zur Laufzeit statt; die Grafiken werden lediglich neu kopiert, auch z. B. bei Animationen an Gebäuden und natürlich den Fahrzeugbewegungen.)
Durch die verschiedenen Grafikpakete, die statische Bildanzeige und die konfigurierbaren Karten (Gesamtgröße, Anzahl und Größe der Städte, Anzahl der Fabriken) lässt sich Simutrans an die Leistungsfähigkeit des eigenen Rechners anpassen, und es läuft auch mit älteren Rechnern ohne 3D-Grafikkarte (Grafikbeschleuniger).

## Rezeption
In Deutschland wurde Simutrans vielfach besprochen, nicht zuletzt aufgrund seiner deutschen Herkunft. Dabei wird vor allem die Tiefe der Simulation, d. h. die Komplexität der Routenfindung von Waren und Passagieren hervorgehoben, die automatisch zu Netzwerken führt. Weiterhin wird insbesondere die Langzeitmotivation betont, die sich durch die komplexen Wirtschaftsketten und Personentransportnetze ergibt.
Ein Hauptkritikpunkt sind oft die Klänge bzw. die MIDI-Hintergrundmusik. Die Komplexität bedingt eine längere Einarbeitung.